# Delage
Делаж (фр. Delage) је било француско предузеће за производњу луксузних и тркачких аутомобила, које је 1905. године основао Луј Делаж у Левалоа Пере крај Париза. Године 1935. ју је купио Делаје, а с радом је престало 1953. године

## Модели
- Делаж тип A (1905, 6 КС, 1 цилиндар, 1059 cm³)
- Делаж тип B (1905, 6 КС, 1 цилиндар, 499 cm³)
- Делаж тип C (1906, 7,5 КС, 1 цилиндар, 697 cm³)
- Делаж тип D (1906, 7,5 КС, 1 цилиндар, 697 cm³)
- Делаж тип E (1907, 10,5 КС, 1 цилиндар, 942 cm³)
- Делаж тип F (1907, 10,5 КС, 1 цилиндар, 942 cm³)
- Делаж тип G (1908, 12,5 КС, 2 цилиндар, 697 cm³)
- Делаж тип H (1908, 15 КС, 4 цилиндар, 1767 cm³)
- Делаж тип J (1909, 18 КС, 4 цилиндар, 2121 cm³)
- Делаж тип L (1909, 12,5 КС, 4 цилиндар, 1328 cm³)
- Делаж тип M (1909, 14 КС, 4 цилиндар, 1460 cm³)
- Делаж тип R (1910, 15 КС, 4 цилиндар, 1456 cm³)
- Делаж тип T (1910, 13 КС, 4 цилиндар, 1328 cm³)
- Делаж тип U (1910, 8,5 КС, 1 цилиндар, 939 cm³)
- Делаж тип AB (1910, 16 КС, 4 цилиндар, 2121 cm³)
- Делаж тип AC (1910, 15 КС, 4 цилиндар, 1460 cm³)
- Делаж тип AD (1910, 16 КС, 4 цилиндар, 2116 cm³)
- Делаж тип AE (1910, 13 КС, 4 цилиндар, 1328 cm³)
- Делаж тип AH (1910, 25 КС, 6 цилиндар, 2566 cm³)
- Делаж тип AI (1913, 24 КС, 4 цилиндар, 2297 cm³)
- Делаж тип AK (1913, 25-27 КС, 6 цилиндар, 2566–2669 cm³)
- Делаж тип AM (1915, 15 КС, 4 цилиндар, 1593 cm³)
- Делаж тип BI (1915, 24 КС, 4 цилиндар, 2297 cm³)
- Делаж тип BK (1915, 27 КС, 6 цилиндар, 2669 cm³)
- Делаж тип CO (1916, 20 КС, 6 цилиндра, 4524 cm³)
- Делаж тип DO (лето 1920, 15 КС, 4 цилиндра, 3003 cm³)
- Делаж тип GS (пролеће 1921, 22 КС, 6 цилиндра, 4524 cm³)
- Делаж тип DE (1921, 11 КС, 4 цилиндра, 2116 cm³)
- Делаж тип CO2 (1923, 22 КС, 6 цилиндра, 4524 cm³)
- Делаж тип 2 LCV (лето 1923, 12 цилиндра,V 2L)
- Делаж тип DI (лето 1923, 11 КС, 4 цилиндра, 2121 cm³)
- Делаж тип DH (крај 1923, 12 цилиндра, V 10,5 л)
- Делаж тип DH (1923, 12 цилиндра DH, 10,5L)
- Делаж тип GL (почетак 1924, 6 цилиндра, 30 КС, 5954 cm³)
- Делаж тип DI S (пролеће 1924, 11 КС, 4 цилиндра, 2120 cm³)
- Делаж тип DI SS (пролеће 1924, 11 КС, 4 цилиндра, 2120 cm³)
- Делаж тип GL (1924, 5954 cm³)
- Делаж тип DM (почетак 1926, 17 КС, 6 цилиндра, 3180 cm³)
- Делаж тип DM S (1926, 17 КС, 6 цилиндра, 3180 cm³)
- Делаж тип DM L (1926, 17 КС, 6 цилиндра, 3180 cm³)
- Делаж 15 S 8 (лето 1926, 8 цилиндра, 1,500 cm³)
- Делаж тип DR-70 (пролеће 1927, 14 КС, 6 цилиндра, 2516 cm³)
- Делаж D8 (1929, 23 КС, 8 цилиндра, 4060 cm³)
- Делаж D8 S (1929, 23 КС, 8 цилиндра, 4060 cm³)
- Делаж D6 (лето 1930, 17 КС, 6 цилиндра, 3045 cm³)
- Делаж D6-11 (1932, 11 КС, 6 цилиндра, 2101 cm³)
- Делаж D4 (лето 1933, 8 КС, 4 цилиндра, 1480 cm³)
- Делаж D8-15 (лето 1933, 15 КС, 8 цилиндра,2768 cm³)
- Делаж D6-65 (1934, 15 КС, 6 цилиндра, 2678 cm³)
- Делаж D8-85 (1934, 20 КС, 8 цилиндра, 3570 cm³)
- Делаж DI 12 (1935, 12 КС,4 цилиндра, 2151 cm³)
- Делаж D6 70 ((1935, 16 КС, 6 цилиндра, 2729 cm³))
- Делаж D8-100 (1936, 25 КС, 8 цилиндра, 4302 cm³)
- Делаж D8 120 (лето 1936, 24 КС, 8 цилиндра, 4302 cm³)